# Catacomb 3-D
Catacomb 3-D (também conhecido como Catacomb 3-D: A New Dimension, Catacomb 3-D: The Descent e Catacombs 3) é o terceiro jogo da série da Catacomb de jogos de vídeo (criado pelos fundadores da id Software), e o primeiro desses jogos a caracterizar computação gráfica 3D. O jogo foi originalmente publicado pela Softdisk sob o selo Gamer's Edge.
Catacomb 3-D é um título de referência em termos de gráficos em primeira pessoa. O jogo foi lançado em novembro de 1991 e é sem dúvida o primeiro exemplo moderno, baseado no gênero tiro em primeira pessoa, ou pelo menos era um ancestral direto dos jogos que popularizou o gênero. Foi lançado para o MS-DOS com gráficos EGA. O jogo introduziu o conceito de mostrar ao jogador a mão do personagem na janela de visualização tridimensional, e uma versão melhorada de sua tecnologia foi usada mais tarde para o mais bem sucedido e bem conhecido jogo Wolfenstein 3D. O mais primitivo antecessor tecnológico do jogo foi Hovertank 3D.

## Produção
As origens dos jogos Catacomb remetem a John Carmack que o desenvolveu para PC e Apple II. Este é um jogo bidimensional utilizando uma visão em terceira pessoa de cima, lançado entre 1989-1990. Ele foi seguido por Catacomb II, que usava o mesmo motor de jogo com novos níveis. O primeiro lançamento na versão 3D foi chamado Catacomb 3-D: A New Dimension, mas foi mais tarde relançado como Catacomb 3-D: The Descent, bem como Catacombs 3 para um relançamento de software empacotado no mercado (as versões anteriores tinham sido liberadas por outros meios, como disquetes em revistas e downloads). Os criadores do jogo eram John Carmack, John Romero , Jason Blochowiak (programadores), Tom Hall (diretor criativo), Adrian Carmack (artista) e Robert Príncipe (músico).

Catacomb 3D captura de ecrã

id Software utilizou o processo de mapeamento de textura em Catacomb 3-D influenciado por Ultima Underworld (ainda em desenvolvimento no lançamento Catacomb 3D). No entanto, existem relatos conflitantes a respeito da extensão dessa influência. No livro Masters of Doom, o autor David Kushner afirma que o conceito foi discutido apenas brevemente durante uma conversa telefônica em 1991 entre o desenvolvedor Paul Neurath e John Romero. No entanto, Paul Neurath afirmou várias vezes que John Carmack e John Romero estiveram na CES 1990 onde puderam ver um demo do jogo, e lembrou um comentário do Carmack que ele poderia escrever um mapeador de textura mais rápido.

## TrilogiaCatacomb Fantasy
Catacomb 3-D foi seguido por três jogos, no chamado Catacomb Fantasy Trilogy. Eles não foram desenvolvidos pela id Software, embora a empresa tenha recebido créditos em alguns dos jogos.

### Catacomb Abyss

Catacomb Abyss title screen

Catacomb Abyss foi a sequência de Catacomb 3-D, e contou com o mesmo personagem principal em uma nova aventura. Foi o único jogo da série que foi lançado como shareware. Foi lançado pela Softdisk em 1991.
O jogo foi desenvolvido sob o selo Gamer's Edge. Os créditos são de Mike Maynard, Jim Row, Martin Nolan (programação), Steve Maines (direção de arte), Steve Maines, Carol Ludden, Jerry Jones, Adrian Carmack (produção de arte), Jim Weiler, Judi Mangham (garantia de qualidade) e id Software (efeitos de imagem em 3D).

### Catacomb Armageddon

Catacomb Armageddon captura de ecrã

Catacomb Armageddon é a continuação de Catacomb Abyss, situado nos dias atuais. Mais tarde, foi relançado como Curse of the Catacombs. Ele foi desenvolvido pela Softdisk e publicado pela Froggman .

### Catacomb Apocalypse
Catacomb Apocalypse é o último jogo da Catacomb Fantasy Trilogy. Posteriormente, foi relançado como Terror of the Catacombs. Ele foi criado baseado num futuro distante e misturada elementos de fantasia e sci-fi (ficção científica), colocando os jogadores contra necromantes robóticos e similares. É também o único jogo da trilogia de ter um sistema baseado em HUB's. Ele foi desenvolvido pela Softdisk e publicado pela Froggman .